# Mopsus (zoon van Chloris)
Mopsus (Oudgrieks: Μόψος) was een ziener uit de Griekse mythologie, de zoon van de godin Chloris en de god Zephyros (of Ampyx). Hij werd geboren in Titaressa in Thessaloniki, en reisde mee met Jason en de Argonauten op hun zoektocht naar het Gulden Vlies. Mopsus stierf op de terugreis van Colchis door een slangenbeet in Libië.